# دورا بوثبي
دورا بوثبي (بالإنجليزية: Dora Boothby)‏ مواليد 02 أغسطس 1881 في إنجلترا - الوفاة 22 فبراير 1970 في هامرسميث، إنجلترا، كانت لاعبة كرة مضرب إنجليزية. كما أنها إحدى بطلات الجراند سلام. سبق أن شاركت في دورة الألعاب الأولمبية الصيفية.

## بطولات حققتها
- بطولة ويمبلدون

## النهائيات

### الفردي (الألقاب 1, الوصافة 2)
| الحصيلة | السنة | البطولة        | الأرضية | المنافس                | النتيجة       |
| ------- | ----- | -------------- | ------- | ---------------------- | ------------- |
| الفوز   | 19091 | بطولة ويمبلدون | عشبية   | أغنيس مورتون           | 6–4, 4–6, 8–6 |
| الوصافة | 1910  | بطولة ويمبلدون | عشبية   | دوروثيا لامبرت تشامبرز | 2–6, 2–6      |
| الوصافة | 1911  | بطولة ويمبلدون | عشبية   | دوروثيا لامبرت تشامبرز | 0–6, 0–6      |

## الميداليات
| الميدالية | المسابقة                       |
| --------- | ------------------------------ |
| فضية      | الألعاب الأولمبية الصيفية 1908 |

## روابط خارجية
- دورا بوثبي على موقع الاتحاد الدولي لكرة المضرب (الإنجليزية)
- دورا بوثبي على موقع أوليمبيديا (الإنجليزية)